# TUNEL esej
TUNEL (od енгл. Terminal deoxynucleotidyl transferase (TdT) dUTP Nick-End Labeling) je metod koji se koristi za ispitivanje apoptoze. Bazira se na činjenici da se, prilikom apoptoze, molekul DNK seče na manje dvolančane oligonukleotidne fragmente veličine 180-200 baznih parova.
Terminalna deoksinukleoditil transferaza (TdT) je enzim koji katalizuje dodavanje deoksiuridin-trifosfata (dUTP) neslobodne 3'-hidroksil krajeve fragmentisane DNK, koji se potom boji imunohemijskim tehnikama.
Esej se može koristiti i za ispitivanje štete na DNK kod različitih patoloških stanja.